# 廣安府
廣安府，元代設置的府。
唐朝时屬宕渠郡、巴西郡、洛陵郡三郡。宋置廣安軍，又改寧西軍。元朝至元十五年（1278年），廢寧西軍。二十年（1283年），升為廣安府，屬順慶路。舊領渠江縣、岳池縣、和溪縣、 新明縣四縣，後併和溪、新明入岳池。領二縣：渠江縣、岳池縣。明朝洪武四年（1371年），降為廣安州。